# Aiguilles Rouges
Aiguilles Rouges este o arie protejată (sit de importanță comunitară — SCI) din Franța întinsă pe o suprafață de 9.048,7 ha, integral pe uscat.

## Localizare
Centrul sitului Aiguilles Rouges este situat la coordonatele 45°58′54″N 6°51′19″E / 45.98167°N 6.85528°E.

## Înființare
Situl Aiguilles Rouges a fost declarat arie specială de conservare în baza directivei 92/43 din 1992 referitoare la conservarea habitatelor naturale și a faunei și florei sălbatice pentru a proteja 1 specie de plante și 5 specii de animale.

## Biodiversitate
Situată în ecoregiunea alpină, aria protejată conține 25 de habitate naturale: Păduri de fag Luzulo-Fagetum, Păduri de fag Asperulo-Fagetum, Păduri de fag subalpine medio-europene cu Acer și Rumex arifolius, Păduri acidofile de Picea de la nivel montan la nivel alpin (Vaccinio-Piceetea), Păduri alpine de Larix decidua și/sau Pinus cembra, Mlaștini turboase de tranziție și turbării mișcătoare, Mlaștini alcaline, Râuri de munte și vegetația erbacee de pe malurile acestora, Păduri pe pante, grohotișuri și ravene de Tilio-Acerion, Turbării active, Mlaștini oligotrofe degradate, capabile încă de regenerare naturală, Pajiști alpine și boreale, Pante stâncoase silicioase cu vegetație casmofită, Ghețari permanenți, Pajiști boreale și alpine pe substrat silicios, Grohotișuri silicioase de la nivelul montan până la nivelul zăpezii (Androsacetalia alpinae și Galeopsietalia ladani), Roci stâncoase cu vegetație pionieră de Sedo-Scleranthion sau Sedo albi-Veronicion dillenii, Formațiuni ierboase bogate în specii de Nardus, dezvoltate pe substraturi silicioase în zone montane (și în zone submontane, în Europa continentală), Liziere de ierburi înalte hidrofile de câmpie și de nivel montan până la alpin, Fânețe montane, Grohotișuri medio-europene calcaroase, de la nivel colinar și montan, Pajiști alpine și subalpine calcaroase, Grohotișuri calcaroase și de șisturi calcaroase de la nivelul montan până la nivelul alpin (Thlaspietea rotundifolii), Pante stâncoase calcaroase cu vegetație casmofită, Ape stătătoare oligotrofe până la mezotrofe, cu vegetație de Littorelletea uniflorae și/sau de Isoëto-Nanojuncetea.
La baza desemnării sitului se află mai multe specii protejate:
- plante (1): Buxbaumia viridis
- mamifere (4): liliac cârn (Barbastella barbastellus), vidră de râu (Lutra lutra), râs eurasiatic (Lynx lynx), liliac cărămiziu (Myotis emarginatus)
- nevertebrate (1): fluturele auriu (Euphydryas aurinia)

Pe lângă speciile protejate, pe teritoriul sitului au mai fost identificate 15 specii de păsări.